# Vireo chivi
A Vireo chivi a madarak osztályának verébalakúak (Passeriformes) rendjébe és a lombgébicsfélék (Vireonidae) családja tartozó faj.

## Rendszerezése
A fajt Louis Pierre Vieillot francia ornitológus írta le 1817-ben, a Sylvia nembe Sylvia chivi néven. Egyes szervezetek a pirosszemű lombgébics (Vireo olivaceus) alfajaként tartják nyilván Vireo olivaceus chivi néven.

## Előfordulása
Dél-Amerikában, Argentína, Brazília, Bolívia, Ecuador, Francia Guyana, Guyana, Kolumbia, Paraguay és Peru, Suriname, Uruguay és Venezuela területén honos.
Természetes élőhelyei a szubtrópusi és trópusi száraz erdők, síkvidéki és hegyi esőerdők, valamint másodlagos erdők és vidéki kertek. Állandó, nem vonuló faj.

## Megjelenése
|  |

## Természetvédelmi helyzete
Az elterjedési területe rendkívül nagy, egyedszáma pedig stabil. A Természetvédelmi Világszövetség Vörös listáján nem fenyegetett fajként szerepel.